# Flammulaster nova-silvensis
Flammulaster nova-silvensis är en svampart som tillhör divisionen basidiesvampar, och som beskrevs av Peter D. Orton. Flammulaster nova-silvensis ingår i släktet Flammulaster, och familjen Tubariaceae. Arten är reproducerande i Sverige.